# Лайс, Александр Викторович
Александр Викторович Лайс (13 марта 1982, Горно-Алтайск, Горно-Алтайская АССР, РСФСР, СССР — 7 августа 2001, Хаттуни, Веденский район, Чечня) — пулемётчик 45-го отдельного разведывательного полка воздушно-десантных войск, гвардии рядовой, Герой Российской Федерации (2002, посмертно).

## Биография
Александр Мещеряков родился 13 марта 1982 года в городе Горно-Алтайск. Окончил 9 классов средней школы в селе Ненинка Солтонского района Алтайского края, куда семья переехала после его рождения, и образовательный лицей в городе Бийск. В 10 классе взял фамилию отчима — Лайс. После переезда семьи на постоянное место жительства в Германию остался жить в семье бабушки и дедушки.
13 мая 2000 года призван в ряды Вооружённых сил Российской Федерации. Службу проходил в 218-м батальоне специального назначения 45-го отдельного разведывательного полка Воздушно-десантных войск. Был отмечен почётной грамотой командующего ВДВ. В конце июля 2001 года в составе подразделения своего полка прибыл в Чеченскую республику, на территории которой проводилась контртеррористическая операция.
7 августа 2001 года разведывательная группа, в состав которой входил Александр Лайс, осуществляла разведывательно-поисковые действия в районе населённого пункта Хатуни. Во время движения группы дозор обнаружил отряд противника. По приказу командира группы капитана Владимира Шабалина разведчики с ходу вступили в бой, нанеся противнику огневое поражение с фланга. Рядовой Лайс находился рядом с командиром группы, ведя пулемётный огонь по противнику. В ходе боя, заметив вражеского снайпера, закрыл своим телом командира от выстрела, получив ранение в шею. Ответным огнём сумел уничтожить снайпера. Скончался через несколько минут от внутреннего кровотечения.
Похоронен в селе Ненинка.
Указом Президента Российской Федерации № 762 от 22 июля 2002 года, «за мужество и героизм, проявленные при проведении контртеррористической операции на территории Северо-Кавказского региона в условиях, сопряжённых с риском для жизни», рядовому Лайсу Александру Викторовичу присвоено звание Героя Российской Федерации (посмертно). Семье Героя вручен знак особого отличия Героя Российской Федерации — медаль «Золотая Звезда» (№ 755).

## Память
В 2005 году имя Александра Лайса присвоено средней школе села Ненинка Солтонского района Алтайского края.
26 сентября 2015 года в селе Ненинка Солтонского района Алтайского края открыт памятник Герою. В церемонии открытия принимал участие командующий ВДВ генерал-полковник Владимир Шаманов.